# Haritalodes
Haritalodes là một chi bướm đêm thuộc họ Crambidae.

## Các loài
- Haritalodes adjunctalis Leraut, 2005
- Haritalodes amboinensis Leraut, 2005
- Haritalodes angustalis Yamanaka, 2009
- (Haritalodes annuligeralis (Walker, 1866)) (mostly treated as a synonym Haritalodes derogata)
- Haritalodes barbuti Leraut, 2005
- (Haritalodes basipunctalis (Bremer, 1864)) (mostly treated as a Haritalodes derogata)
- Haritalodes derogata (Fabricius, 1775)
- Haritalodes levequei Leraut, 2005
- Haritalodes mineti Leraut, 2005
- Haritalodes polycymalis (Hampson, 1912)
- Haritalodes pseudoderogata (Strand, 1920)